# Ligne du Gothard
La ligne du Gothard est une ligne ferroviaire suisse, reliant la ville de Lucerne à Chiasso dans le canton du Tessin à travers le tunnel du Gothard du massif du même nom, et depuis fin 2016, le tunnel de base. Elle est gérée par l'entreprise ferroviaire des Chemins de fer fédéraux suisses.
Cette ligne du Gothard représente une œuvre de pionnier de l’ingénierie ferroviaire.

## Histoire
L'axe ferroviaire transalpin du Saint-Gothard fut imaginé dès 1851 par l'ingénieur Gottlieb Keller, qui mit ce projet à l'étude dès 1853. Cependant les cantons de Zurich, St-Gall et du Tessin avaient une préférence pour une ligne de chemin de fer par le Col du Lukmanier, alors que les cantons de Berne, Bâle et Lucerne préféraient le St-Gothard. La ligne ferroviaire du Saint-Gothard et son tunnel furent concédés par la Confédération à la « Compagnie du chemin de fer du Saint-Gothard », fondée le 6 décembre 1871 à Lucerne et présidée par le principal artisan de l'Union du Gothard, le Zurichois Alfred Escher (fondateur du Crédit suisse). Rappelons que jusqu'en 1872, les concessions ferroviaires étaient de l'autorité des cantons. Les Chambres fédérales commencèrent à donner du pouvoir à la Confédération pour résoudre et coordonner le problème des liaisons internationales à travers les Alpes.
L'Union du Gothard se constitua en 1863 et groupa des compagnies privées et les cantons intéressés et auquel adhérèrent l'Italie et la Confédération de l'Allemagne du Nord (1er avril 1869), puis l'Empire allemand (28 octobre 1871).
Après l'inauguration le 1er janvier 1882 du grand tunnel percé par l'entreprise L. Favre & Cie, la ligne fut ouverte seulement le 1er juin 1882 avec des horaires réguliers, elle fut tout d'abord raccordée à Immensee à la ligne du Sud-argovien. La liaison Lucerne – Immensee fut réalisée en 1897. 

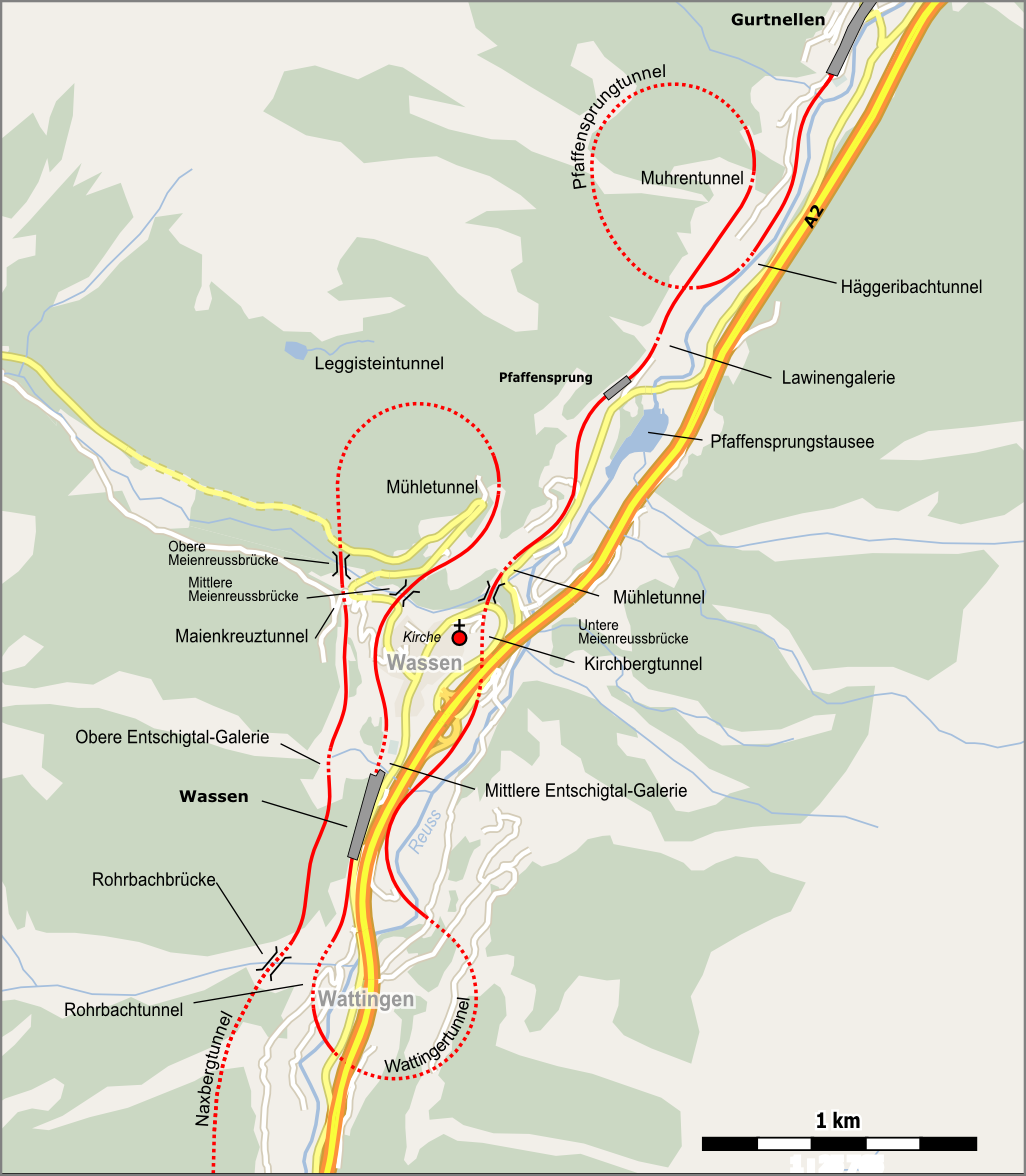
Le tracé de la ligne du Gothard dans la région de Wassen.

La ligne fut électrifiée en 1920-1921, les travaux de doublement de la voie durèrent jusqu'en 1965. Une des premières gares d'importance fut longtemps la gare Erstfeld dans le Canton d'Uri, où l'on devait renforcer la traction des trains du fait de la rampe de 28 pour mille, conduisant la ligne à Göschenen entrée nord du Tunnel, avec la construction d'un tunnel hélicoïdal (Pfaffensprung) et de deux tunnels tournants (Wattingen et Leggistein) dans la région de Wassen. Dans ces tunnels, la rampe était ramenée à 26 pour mille, afin de compenser la courbe.
Passé le tunnel, la ligne traverse Airolo, avant d'amorcer la descente vers Bellinzone puis Chiasso, les lignes du Tessin furent ouvertes à l'exploitation le 6 décembre 1874. Remarquons que la gare de Bellinzone ne fut aménagée qu'en 1876.
La ligne est reprise par les CFF le 1er mai 1909.
Le trafic régional est supprimé depuis le 28 mai 1994 et désormais remplacé par un service de bus.

### Anecdote
Dans les années 1875 - 1878, la Compagnie du Gothard se trouva dans de grosses difficultés financières et après de longues discussions, la Confédération accepta de la subventionner, malgré certains opposants qui voulaient que les Compagnies de chemin de fer restent financées par les privés.

### Trains célèbres
Plusieurs trains célèbres ont parcouru la ligne, parmi eux :
- Trans-Europ-Express :
  -  Gottardo, du 1er juillet 1961 au 24 septembre 1988 : (Basel SBB –) Zürich HB – Lugano – Como S. Giovanni – Milano C (– Genova P. P.) ;
  -  Roland, du 1er juin 1969 au 26 mai 1979 : Bremen Hbf – Basel SBB – Lucerne – Lugano – Milano C ;
  -  Ticino, du 1er juillet 1961 au 25 mai 1974 : Zürich HB – Lugano – Como S. Giovanni – Milano C.

- Cisalpino :
  -  Canaletto : Zürich HB – Milano C – Venezia S.L. ;
  -  Cinque Terre : Zürich HB – Milano C – Livorno-Ferraris ;
  -  Brianza : Bellinzona – Milano C ;
  -  Monte Ceneri : Zürich HB – Milano C ;
  -  Riviera dei Fiori : Basel SBB – Olten - Zofingen - Sursee - Luzern – Arth - Bellinzone - Lugano - Chiasso - Côme San Giovanni - Milano Centrale - Pavia - Voghera - Gênes-Piazza-Principe - Savona - Finale Ligure - Albenga – Alassio - Diano Marina - Imperia - Sanremo - Bordighera - Vintimille - Monaco-Monte-Carlo - Beaulieu-sur-Mer - Nice-Ville ;
  -  Teodolina : Zürich HB – Milano C.

## Locomotives
Pour cette ligne au tracé difficile et aux rampes raides, les CFF ont développé plusieurs engins de traction remarquables. On peut citer, entre autres :

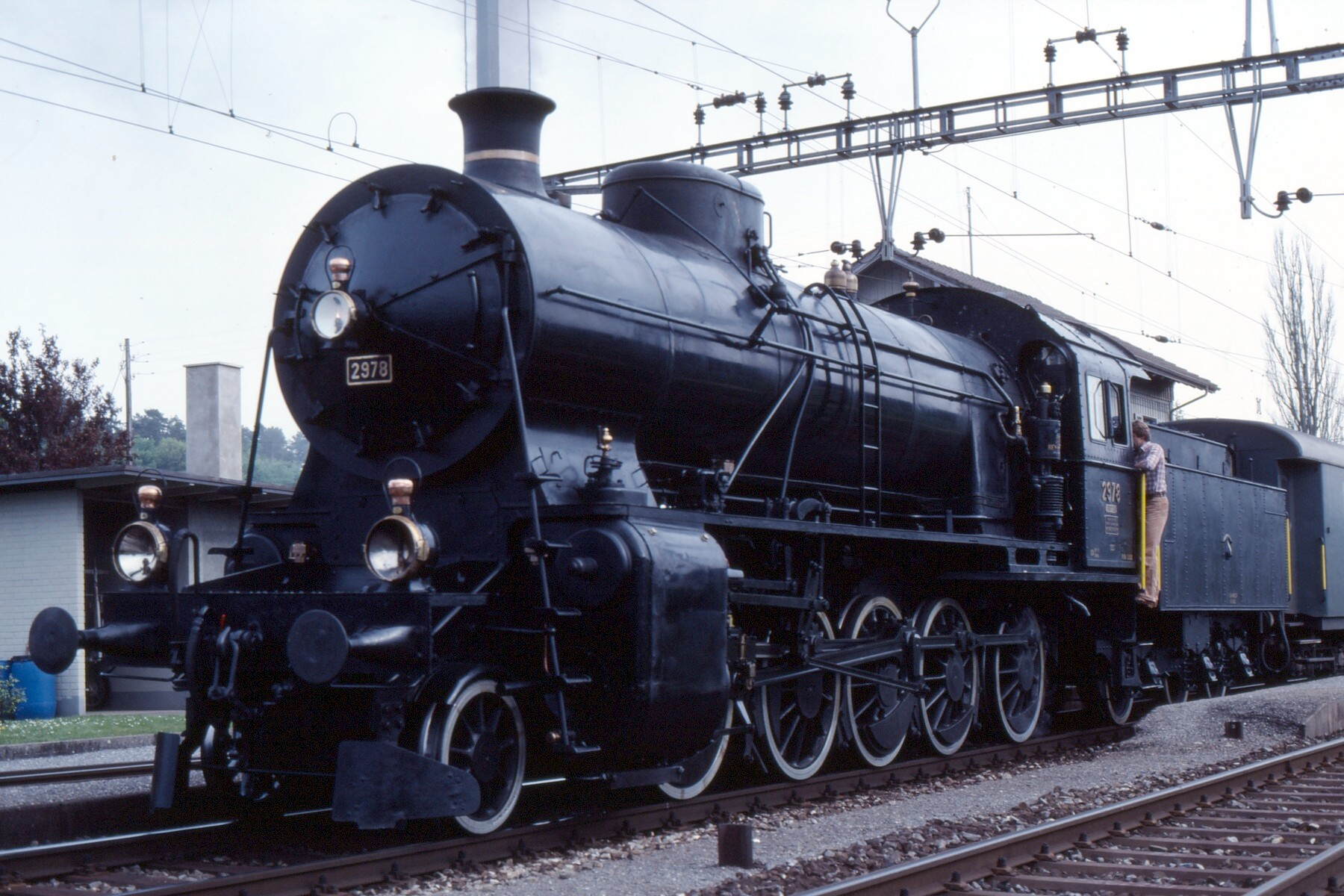
C 5/6 « Éléphant »
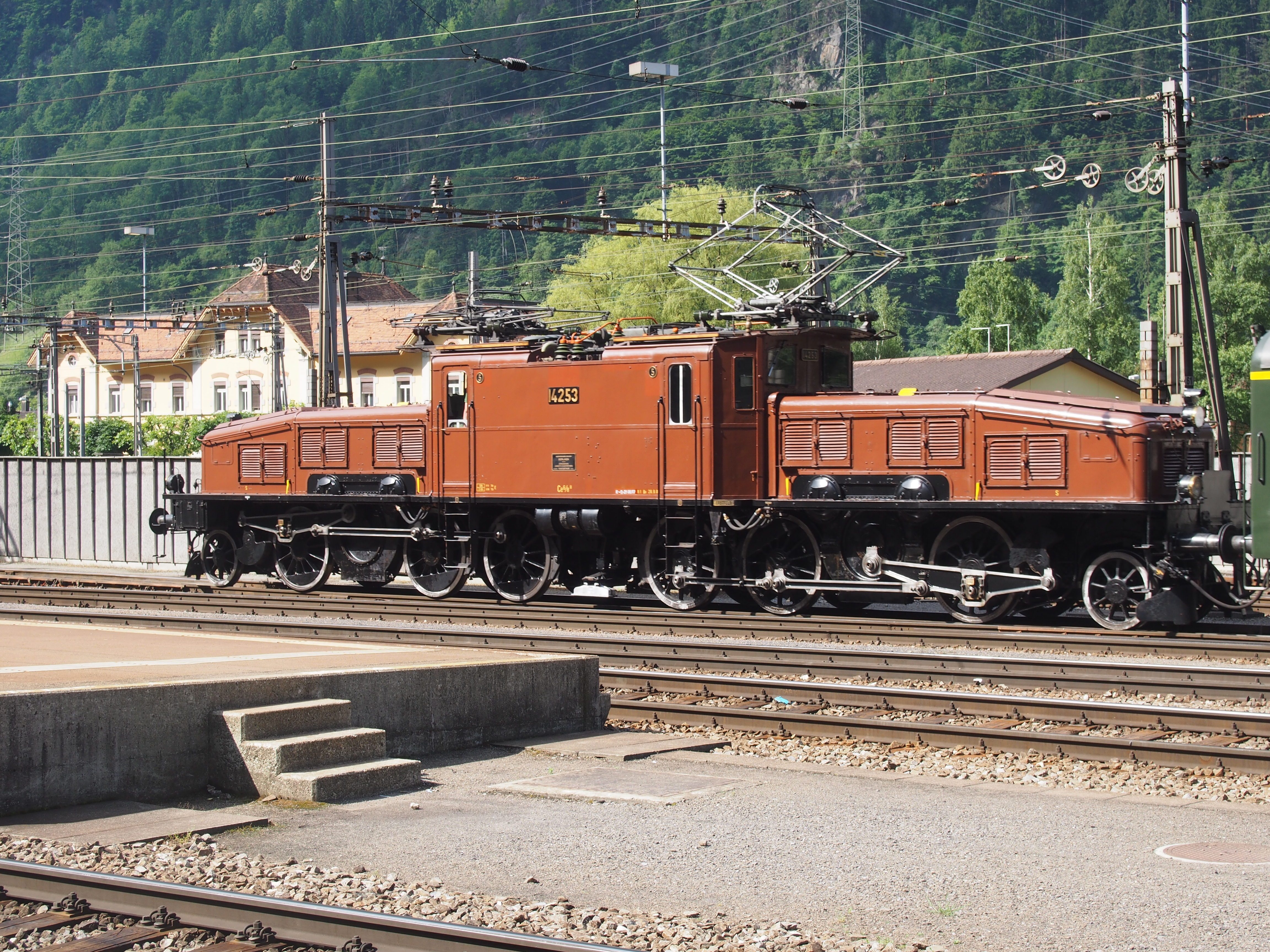
Ce 6/8II « Crocodile »
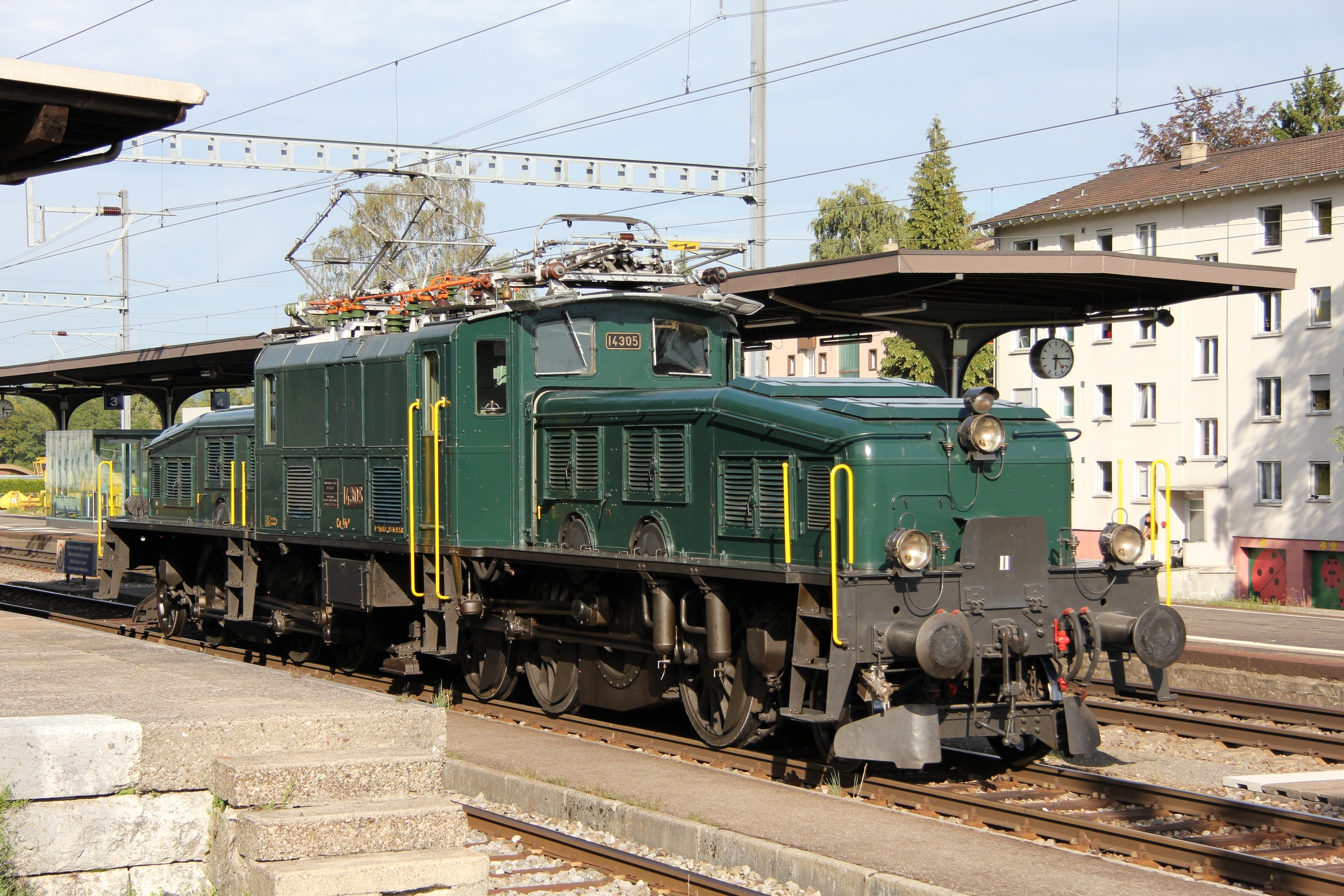
Ce 6/8III « Crocodile »
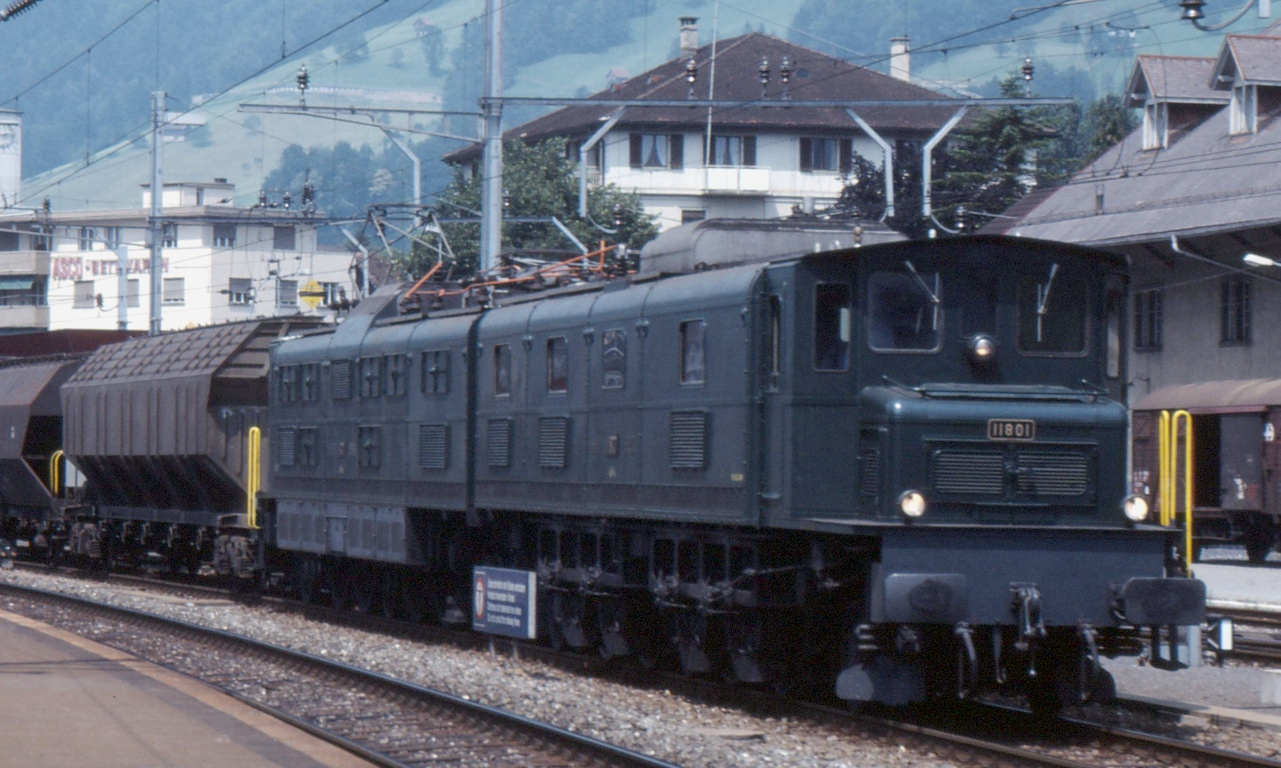
Ae 8/14 11801
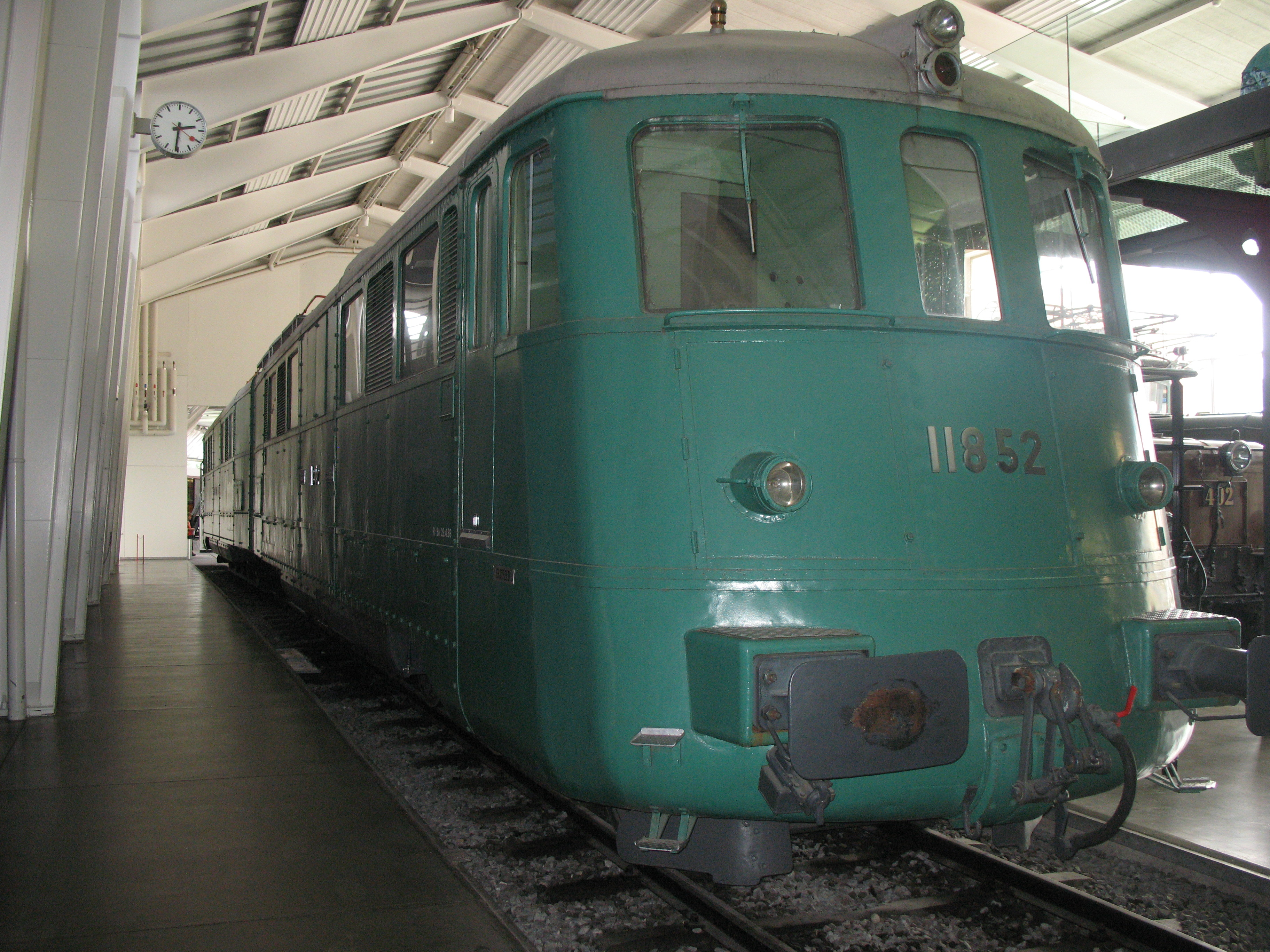
Ae 8/14 11852 « Landi-Lok »
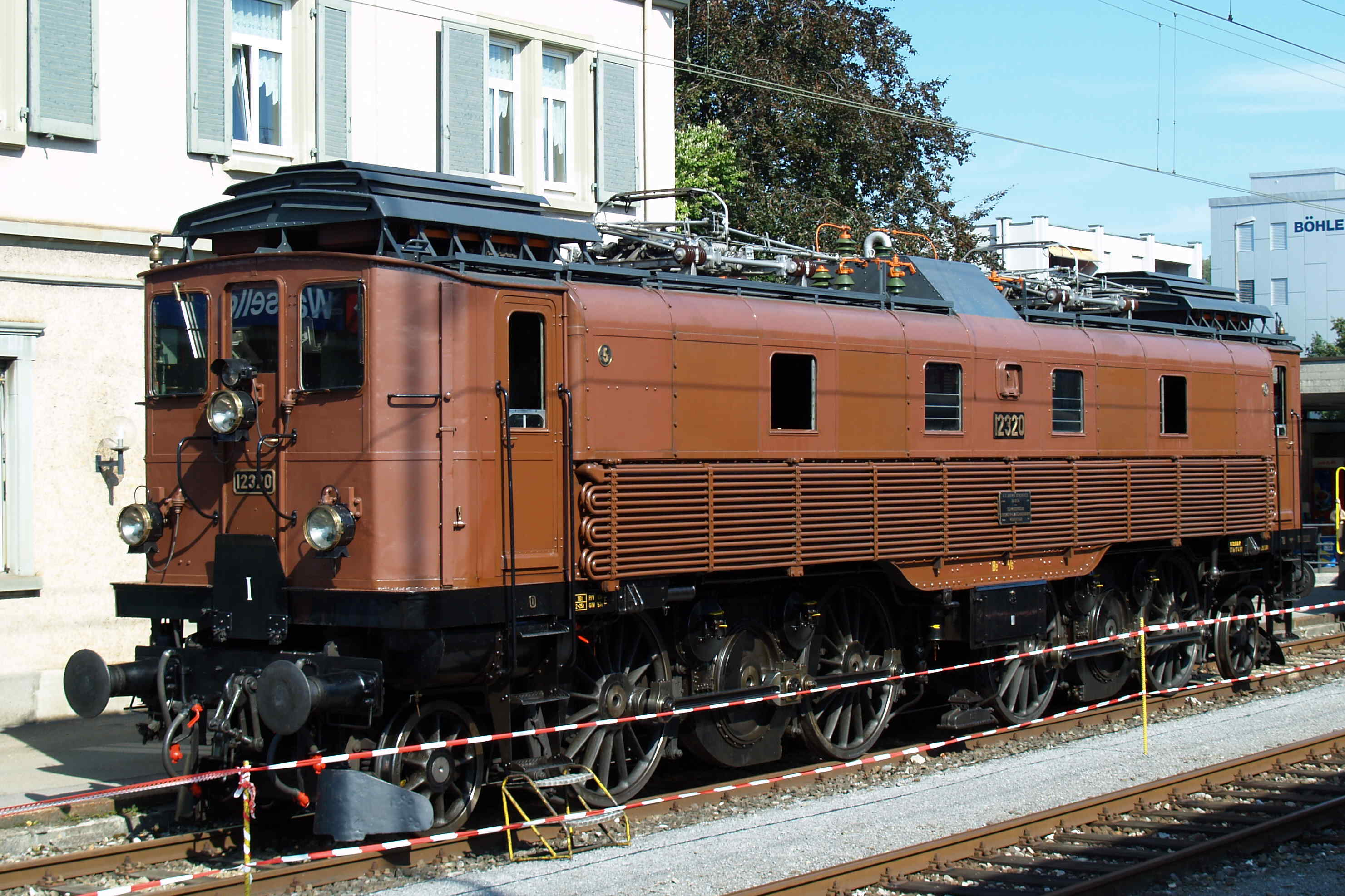
Be 4/6
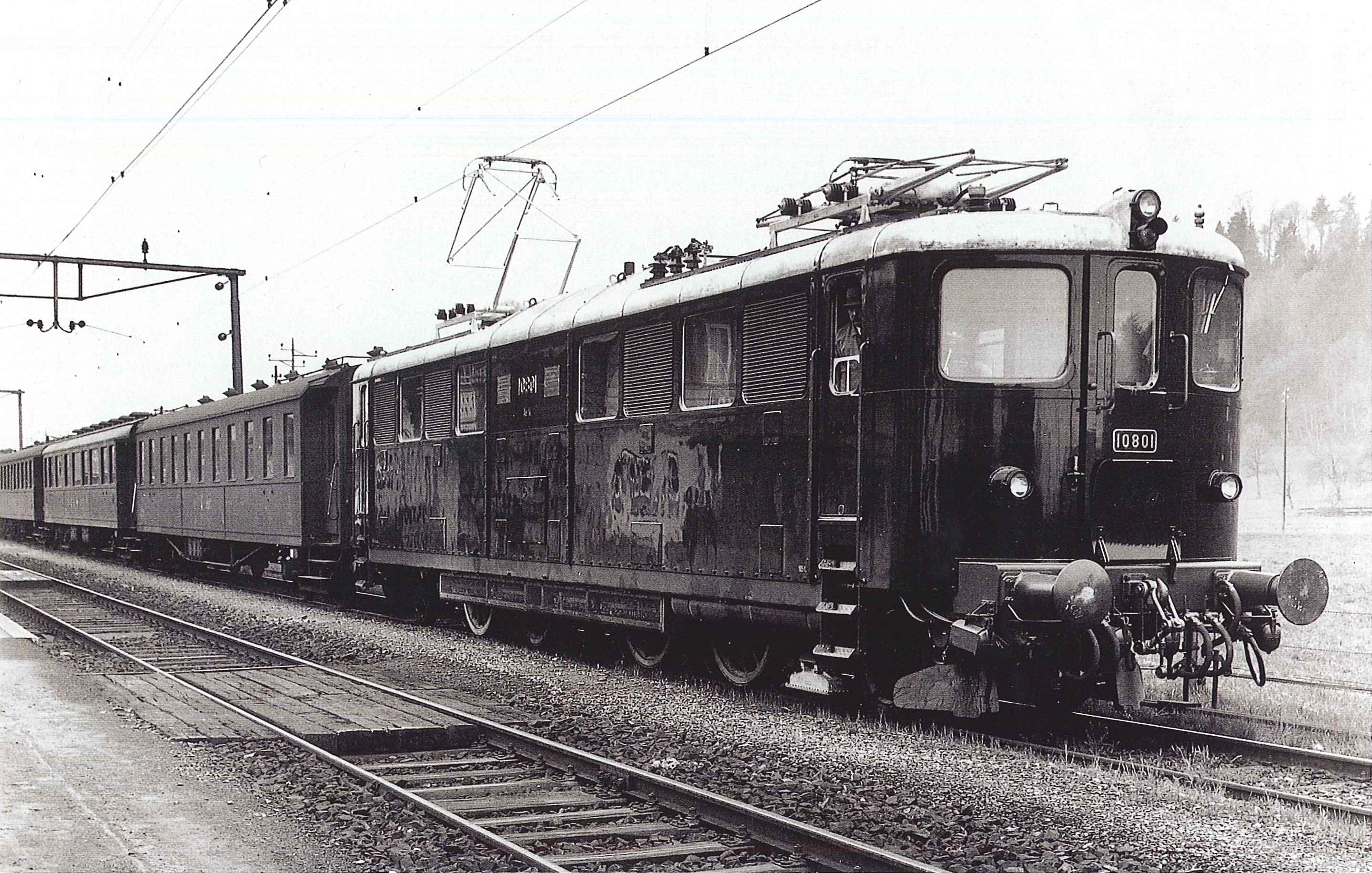
Ae 4/6
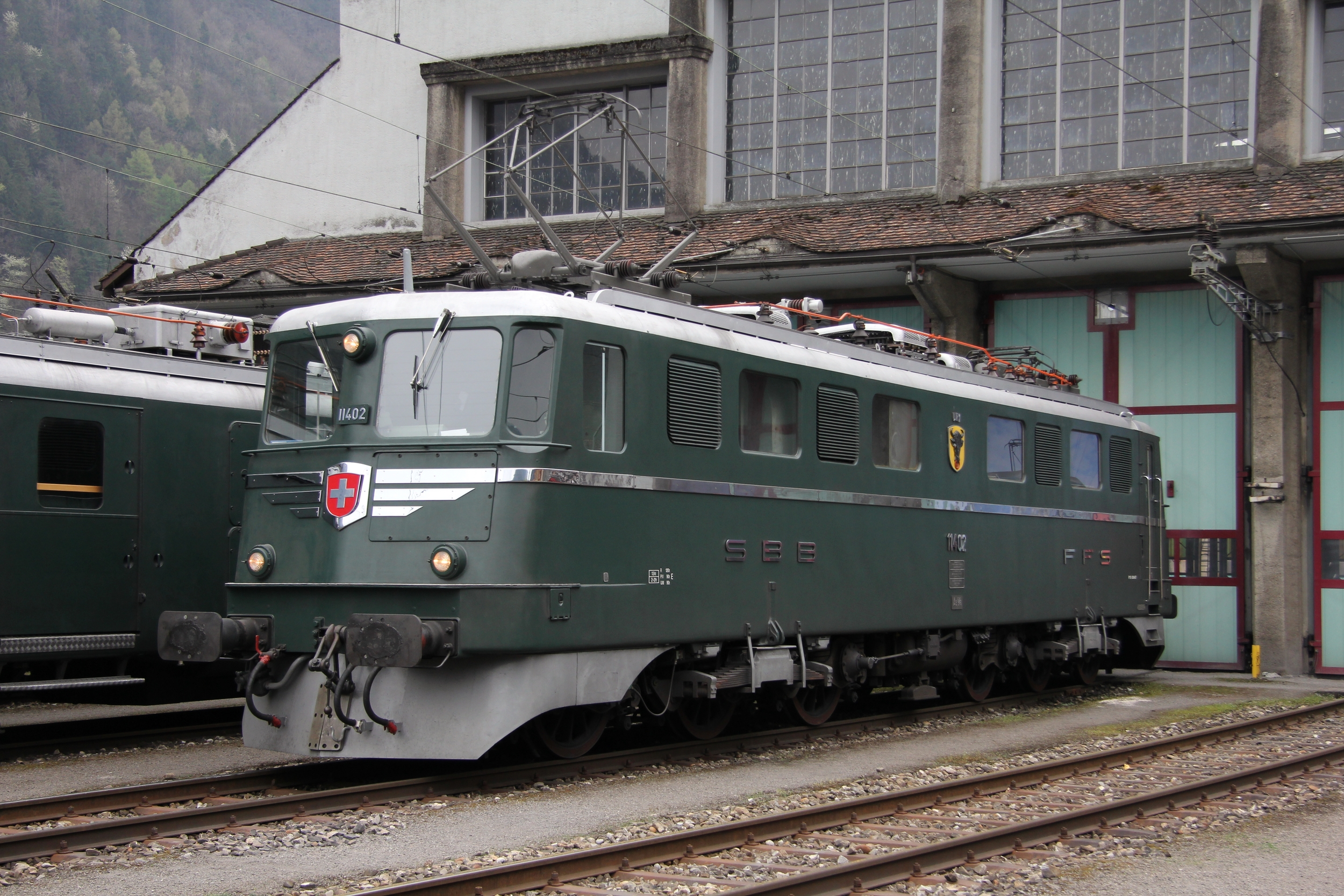
Ae 6/6
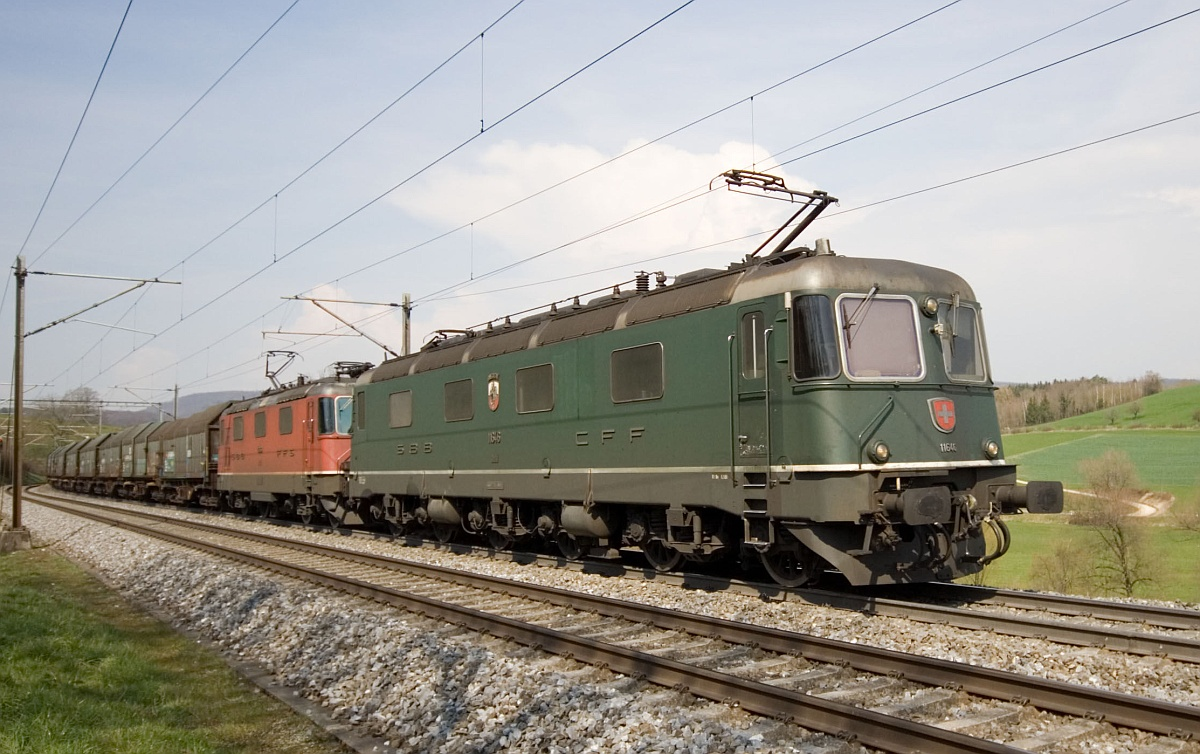
Re 6/6
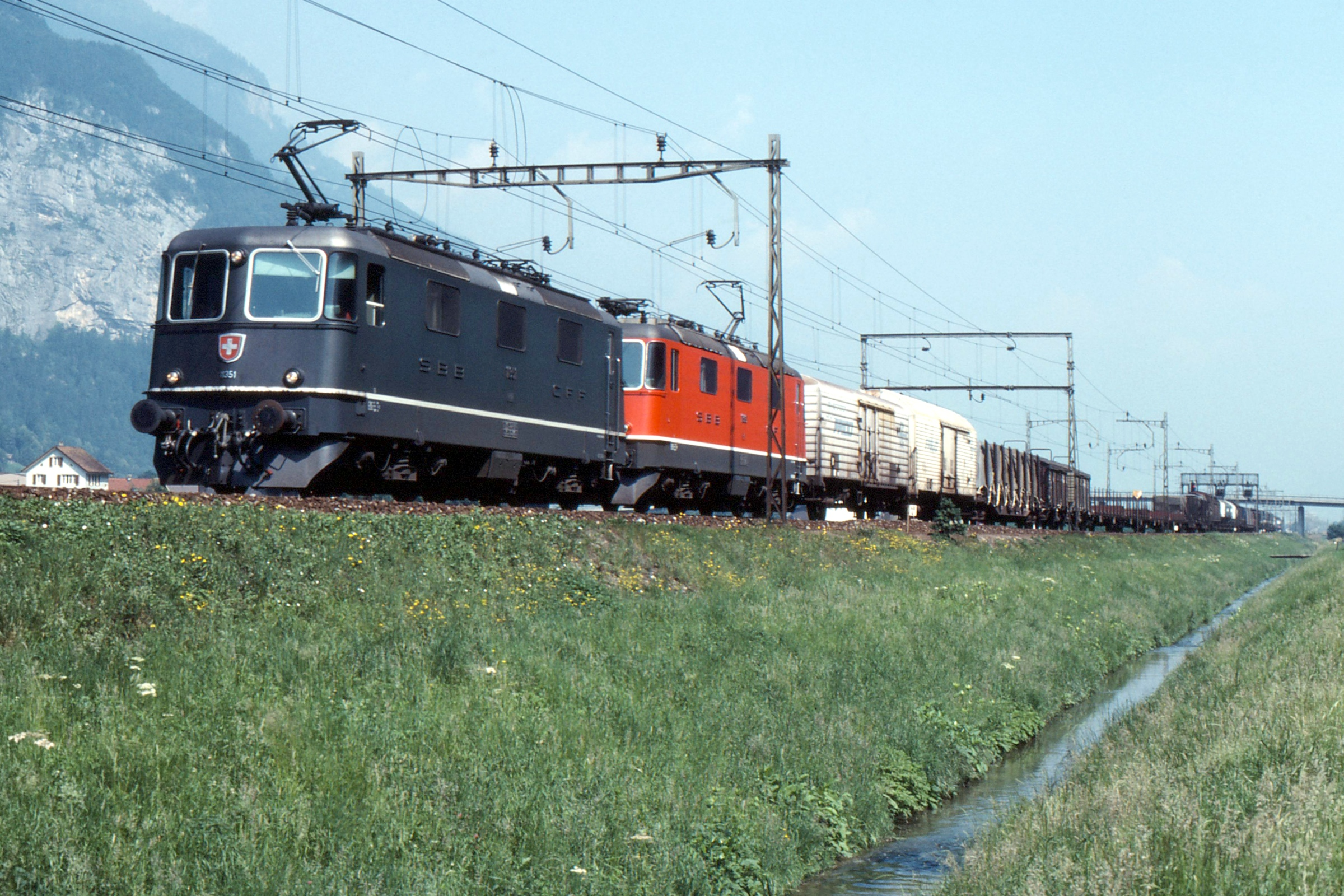
Re 4/4III
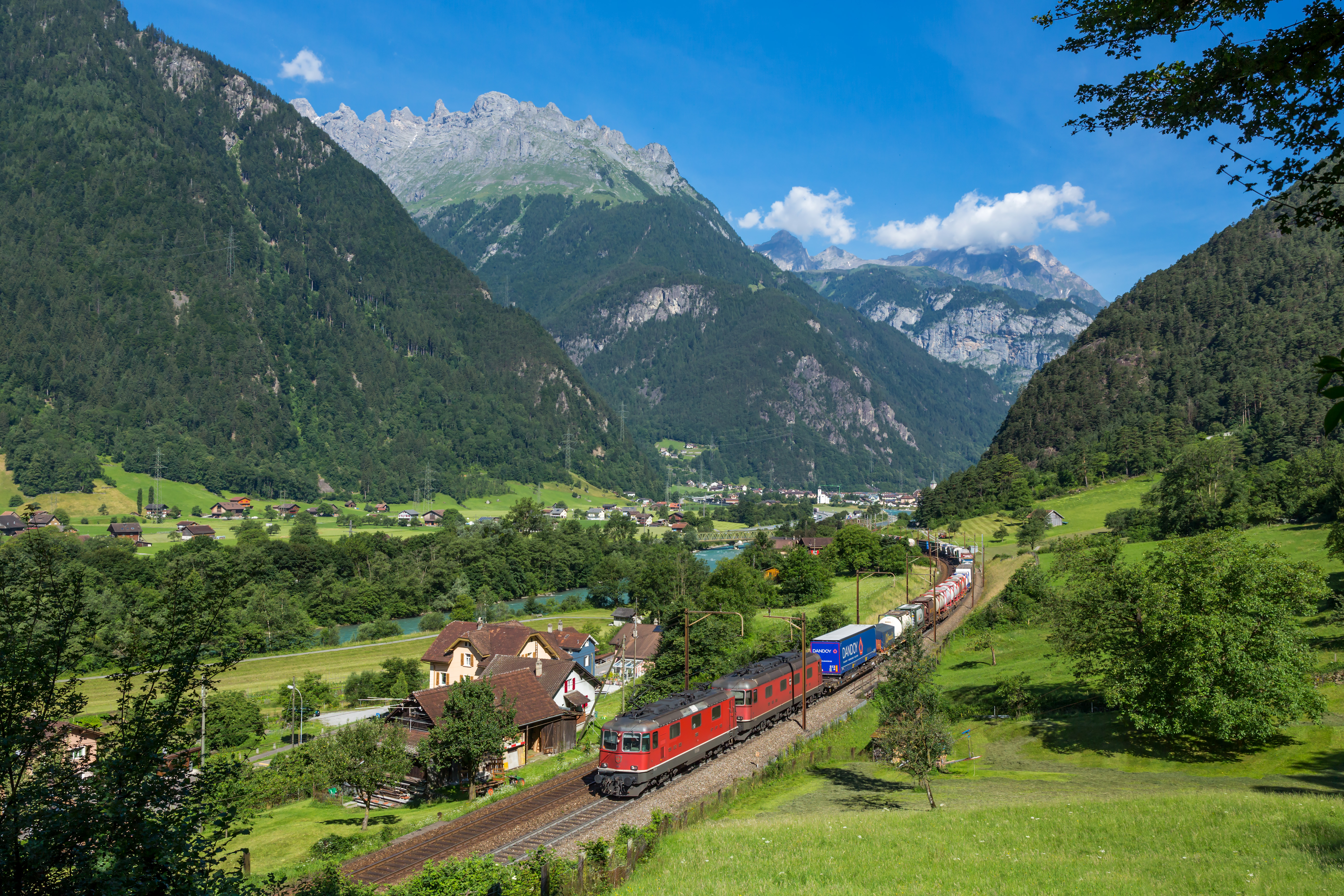
Locomotives Re 4/4 II et Re 6/6 tirant un train de marchandises sur la ligne du Gothard en s'éloignant de la commune de Erstfeld, visible dans le fond de la vallée. Juin 2015.

## Modélisme ferroviaire
À l'occasion de l'inauguration du Musée suisse des transports à Lucerne en 1959, les membres du Club lucernois des amis et modélistes ferroviaires réalisèrent une maquette de la rampe nord du Gothard, entre Erstfeld et Wassen, un dur labeur représentant trente mille heures de travail.
Le modèle réduit du Gothard représente la gare d'Erstfeld, les deux imposants viaducs enjambant le Chärstelen et l'Intschireuss, de même que les trois tunnels hélicoïdaux à proximité de Wassen : Pfaffensprung (1 476 m), Wattingen (1 084 m) et Leggistein (1 090 m). Il y manque toutefois l'autoroute, puisque ce décor a été réalisé à la fin des années 1950. Les locomotives et wagons des modèles réduits de trains sont pour certains toutefois nettement plus récents.

### Données techniques
- Superficie de la maquette : 5.6 x 13 m
- Pente maximale : 26 ‰
- Différence de hauteur	: 1,49 m
- Longueur totale des rails : 350 m
- Rayon de courbure minimum : 70 cm
- Nombre d'aiguillages : 70
- Nombre de blocs : 18
- Occupation maximale des voies : 16